# 亚瑟·麦克阿瑟四世
亚瑟·麦克阿瑟四世 (英語：Arthur MacArthur IV, 1938年2月21日—)，是美国五星上将道格拉斯·麦克阿瑟（麥帥）和妻子琼妮·麦克阿瑟唯一的儿子。麥帥曾為他寫下《麥帥為子祈禱文》。

## 生平
亚瑟·麦克阿瑟四世出生於麥帥五十八歲，故其出生以來就是記者追逐的焦點，他童年住在为其父亲修建的马尼拉酒店之中。父亲会在清晨上班前陪他玩耍。在1942年菲律宾战役之后，他们全家被要求撤离马尼拉酒店以躲避附近的炸弹袭击。:223在菲律宾科雷希多岛他第一次和父亲共同作战，之后乘坐PT艇和B-17轰炸机和父亲一起撤到澳大利亚布里斯班:268 合众国际社1942年3月报道他说：“真正的麦克阿瑟，和他父亲和祖父一样的士兵。” 生活1942年8月将他作为封面故事报道。1945年日本投降之后，举家迁往日本东京，美联社1946年将八岁的他称为音乐神童。1949年9月，和昭和天皇的儿子明仁以及常陆宫正仁亲王会面。在出席游泳派对时，被澳大利亚记者基思·默多克拍摄到，并写进以“麦克阿瑟儿子与日本王子”命名的报道中。
1951年4月18日和父母一起飞回美国，这也是他13年来第一次来到美国。1961年毕业于哥伦比亚大学英文系 。毕业之后他避免出现在公共视野中，推脱各种访谈。